# Heroldsberg
Heroldsberg – gmina targowa w Niemczech, w kraju związkowym Bawaria, w rejencji Środkowa Frankonia, w regionie Industrieregion Mittelfranken, w powiecie Erlangen-Höchstadt. Leży około 12 km na południowy wschód od Erlangen, nad rzeką Gründlach, przy drodze B2 i linii kolejowej Norymberga – Gräfenberg.

## Dzielnice
W skład gminy wchodzą następujące dzielnice: 
- Großgeschaidt
- Kleingeschaidt
- Kalchreuth auf dem Höhenrücken
- Heroldsberg

## Polityka
Rada gminy składa się z 21 członków:

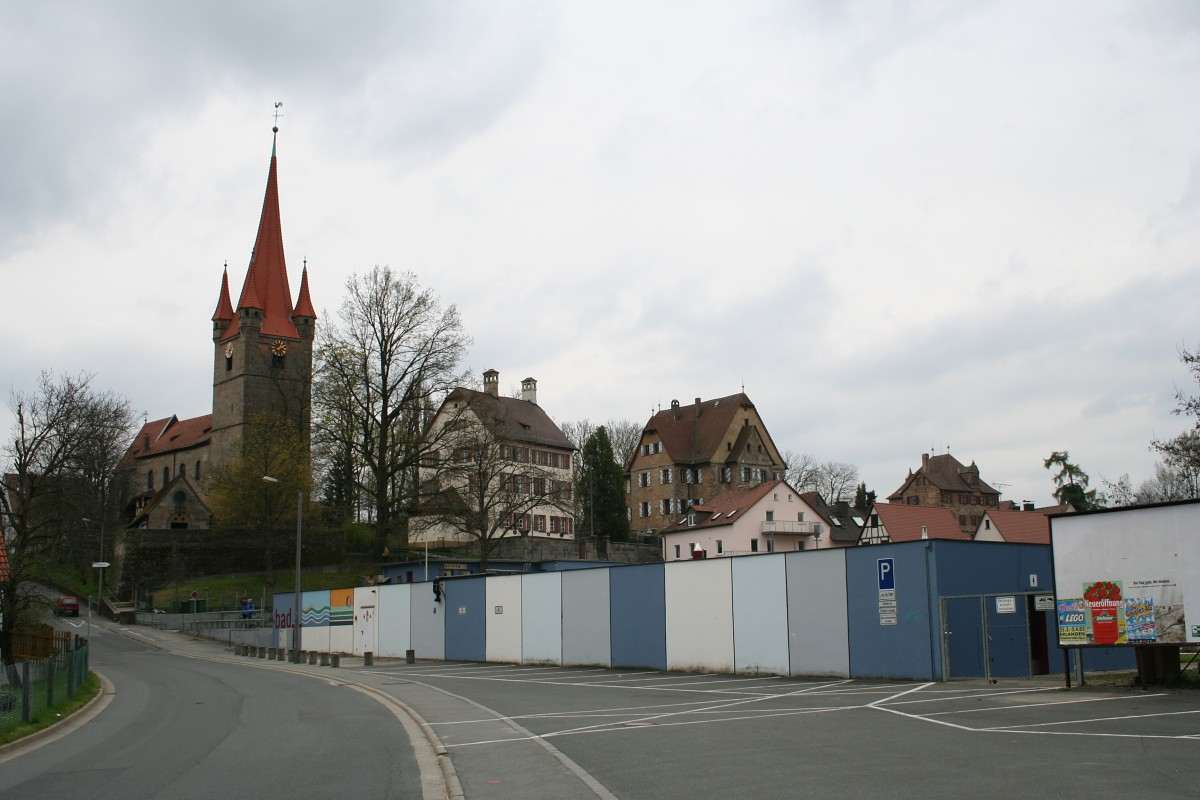
Kościół i zamki

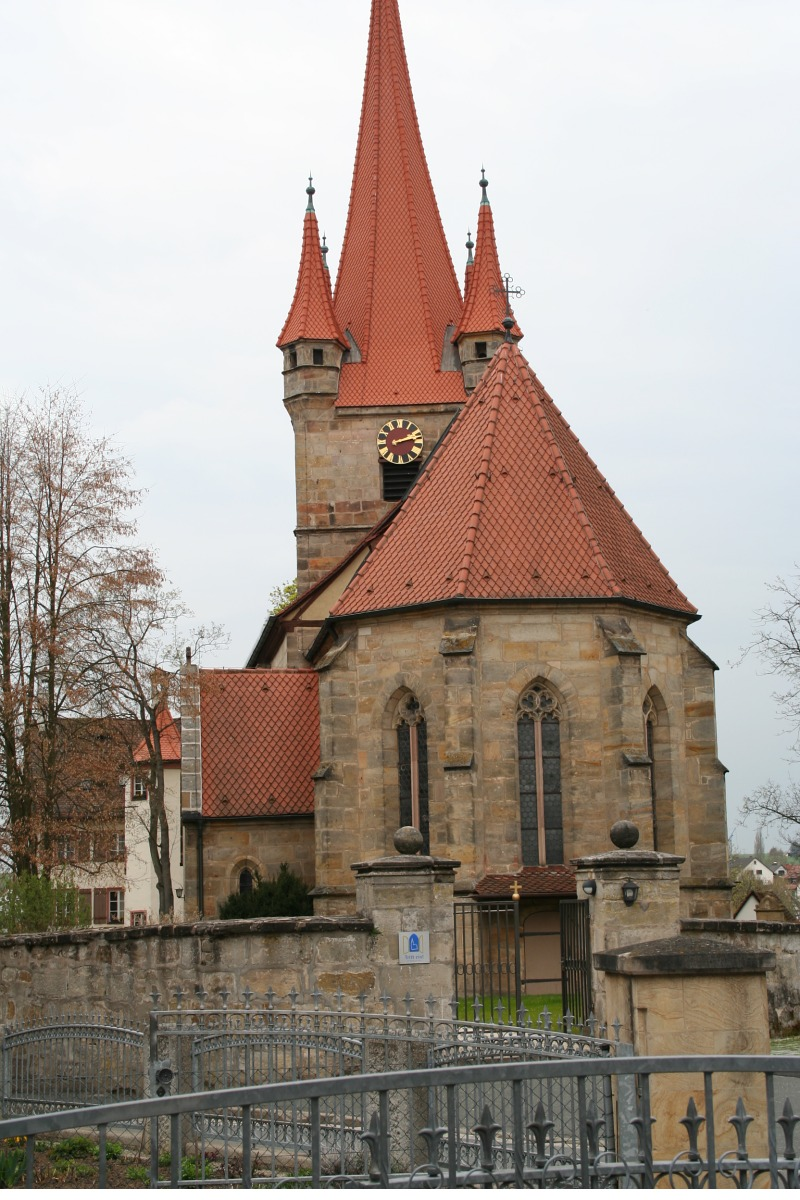
Kościół pw. św. Mateusza (St. Matthäus)

|      | CSU | SPD | Wolni Wyborcy | Zieloni | FDP | Razem     |
| 2002 | 6   | 8   | 3             | 2       | 2   | 21 miejsc |

### Współpraca
Miejscowości partnerskie:
- Bóly, Węgry
- Taio, Włochy

## Zabytki i atrakcje
- Kościół ewangelicki pw. św. Mateusza (St. Matthäus)
- cztery zamki